# دوغلاس تانكي
دوغلاس تانكي (بالبرتغالية: Douglas Willian da Silva Souza‏) (27 أكتوبر 1993 في البرازيل – )؛ هو لاعب كرة قدم كان يلعب كمهاجم في نادي خورفكان.

## وصلات خارجية
- دوغلاس دبابة على موقع اتحاد تركيا (لاعب) (الإنجليزية)
- دوغلاس دبابة على موقع رابطة كرة القدم اليابانية للمحترفين (اليابانية)
- دوغلاس دبابة على موقع إي إس بي إن إف سي (الإنجليزية)
- دوغلاس دبابة على موقع قاعدة بيانات كرة القدم.إي يو (الإنجليزية)
- دوغلاس دبابة على موقع Soccerway.com (الإنجليزية)
- دوغلاس دبابة على موقع عالم كرة القدم.نت (الإنجليزية)